# Hucisko (powiat wielicki)
Hucisko – wieś w Polsce, położona w województwie małopolskim, w powiecie wielickim, w gminie Gdów.
W latach 1975–1998 miejscowość administracyjnie należała do województwa krakowskiego.

## Integralne części wsi
| SIMC    | Nazwa     | Rodzaj    |
| ------- | --------- | --------- |
| 0318009 | Pasternik | część wsi |
| 0318015 | Zalesie   | część wsi |

## Zabytki
Obiekt wpisany do rejestru zabytków nieruchomych województwa małopolskiego.
- Zespół dworski: dwór, park.

Inne
- Dom twórczości Tadeusza Kantora i Marii Stangret-Kantor.
- „Pomnik krzesła”, z cyklu „Pomników niemożliwych” Tadeusza Kantora.